# Troldhaugen

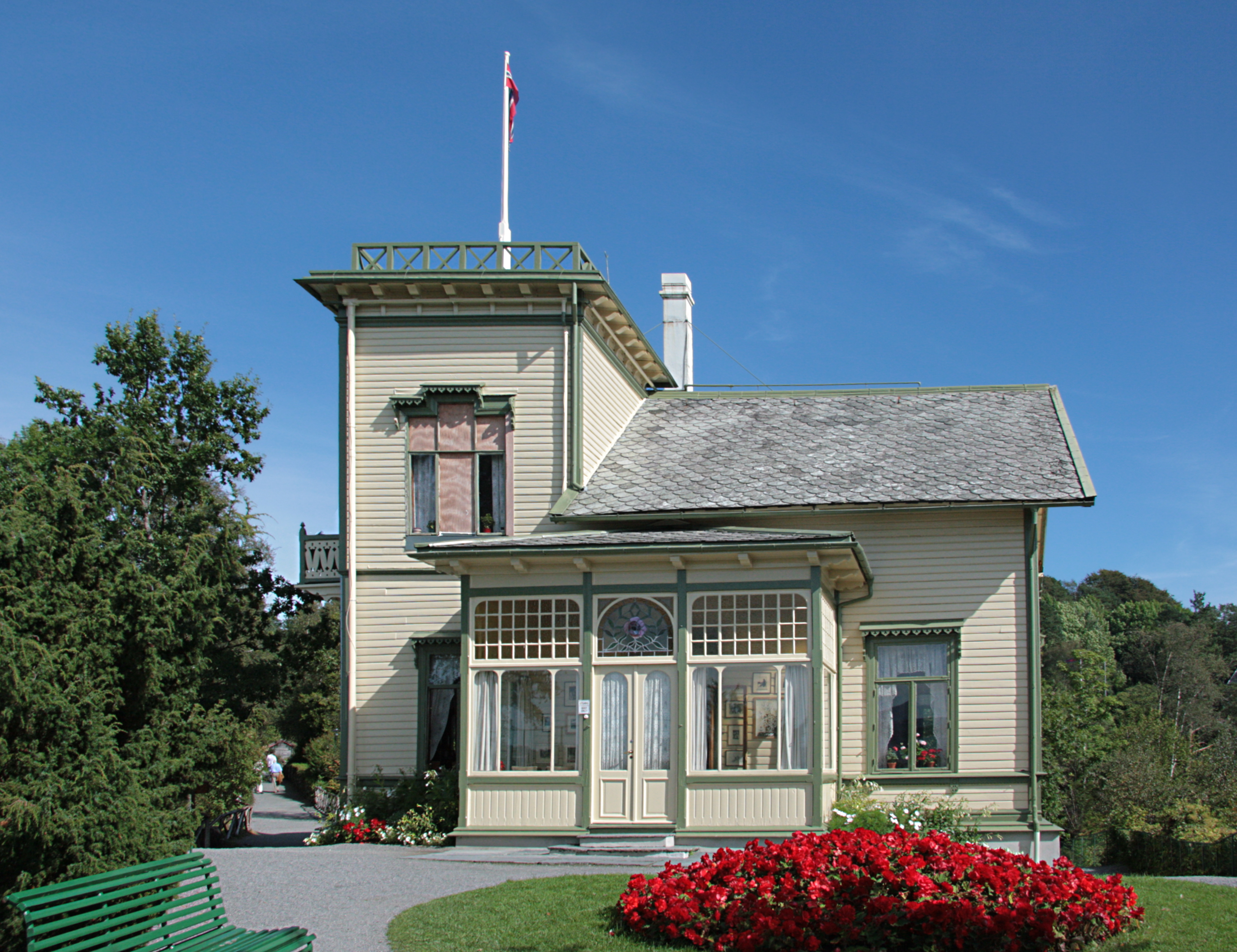
Troldhaugen

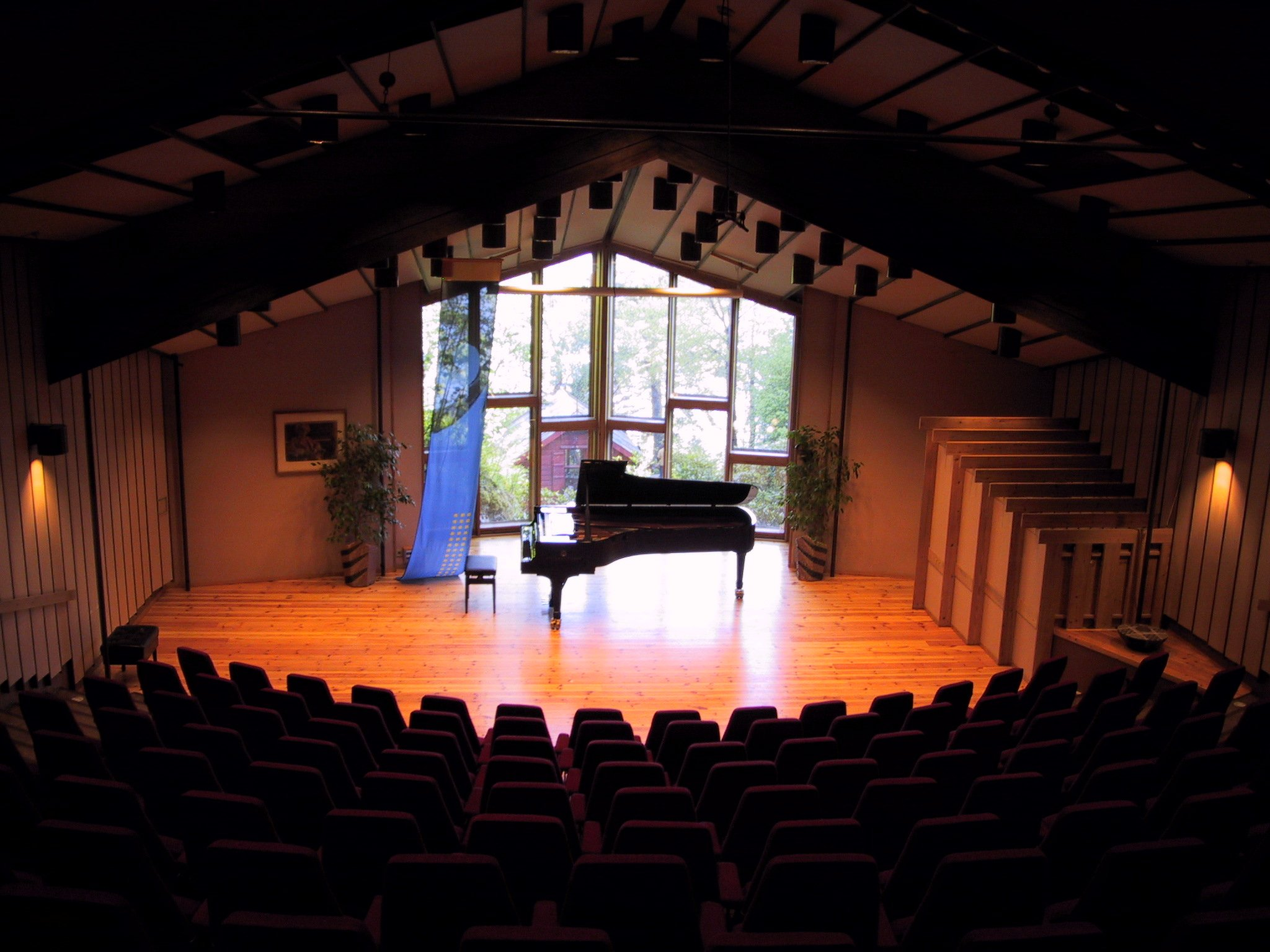
Troldsalen

Troldhaugen es el nombre del hogar del compositor noruego Edvard Grieg y su esposa Nina Grieg. Troldhaugen está ubicado en Bergen, Noruega. Hoy está conformado por el Museo de Edvard Grieg, la casa de Grieg, la cabaña donde compuso música, y la sepultura del músico y su esposa.

## Historia
El edificio fue diseñado por el primo de Grieg, el arquitecto Schak Bull. El nombre proviene de trold que significa troll y haug del nórdico antiguo haugr, que significa colina o montículo. Se dice que Grieg afirmó que los niños llamaron al pequeño valle cercano "El Valle de los Trolls" y, por lo tanto, también le dieron el nombre a su edificio. El mismo Edvard Grieg llamó al edificio "mi mejor composición hasta ahora".
Edvard y Nina Grieg terminaron de construir Troldhaugen en 1885. La pareja vivía en Troldhaugen cuando él estaba en su casa en Noruega, principalmente durante el verano. Troldhaugen fue el hogar de Edvard Grieg desde abril de 1885 hasta su muerte. Después de la muerte de su esposo en 1907, Nina Grieg se mudó a Dinamarca, donde pasó el resto de su vida. Las cenizas de Grieg y su esposa descansan dentro de una tumba de montaña cerca de la casa.
Troldhaugen es una residencia típica del siglo XIX con una torre panorámica y una gran terraza. La pequeña cabaña del compositor de Grieg tiene vistas al lago Nordås. Grieg inmortalizó el nombre de su hogar en una de sus piezas para piano, Día de boda en Troldhaugen, Opus 65, No. 6.

## Museo de Edvard Grieg
Troldhaugen y sus alrededores ahora funcionan como el Museo Edvard Grieg, que está dedicado a la memoria del compositor. En 1995 se añadió un edificio de exposiciones, con una exposición permanente de la vida y la música de Edvard Grieg, así como una tienda y un restaurante. En la sala de estar de la casa se encuentra el piano de cola Steinway de Grieg, que recibió como regalo de sus bodas de plata en 1892. Hoy en día, el instrumento se utiliza para conciertos privados, ocasiones especiales y conciertos íntimos realizados en relación con el Festival Internacional de Bergen. Además, el destacado pianista noruego Leif Ove Andsnes ha grabado un álbum con obras de Grieg.
Troldsalen, una sala de conciertos, ofrece series de conciertos en los meses de verano y otoño, así como muchos otros conciertos y eventos. Troldsalen, que se completó en 1985, es una sala de conciertos elegante y hermosa, con una acústica excelente. Las ventanas del piso al techo detrás del escenario brindan al público una hermosa vista de la cabaña del compositor y el lago Nordås.

## Otras fuentes
- Torsteinson, Sigmund (1978) Femti ar med Troldhaugen: Glimt fra museumstiden 1928-1978 (Gyldendal)
- Torsteinson, Sigmund (1960) Troldhaugen med en kort biografi om Edvard Grieg (John Grieg)
- Kayser, Audun (1980) Troldhaugen: Nina y Edvard Griegs en casa (John Grieg)
- Nordhagen, Per Jonas (1992) Guía y manual de Bergen (Bergensia-forlaget) ISBN 82-91104-01-8